# Andrea Doria

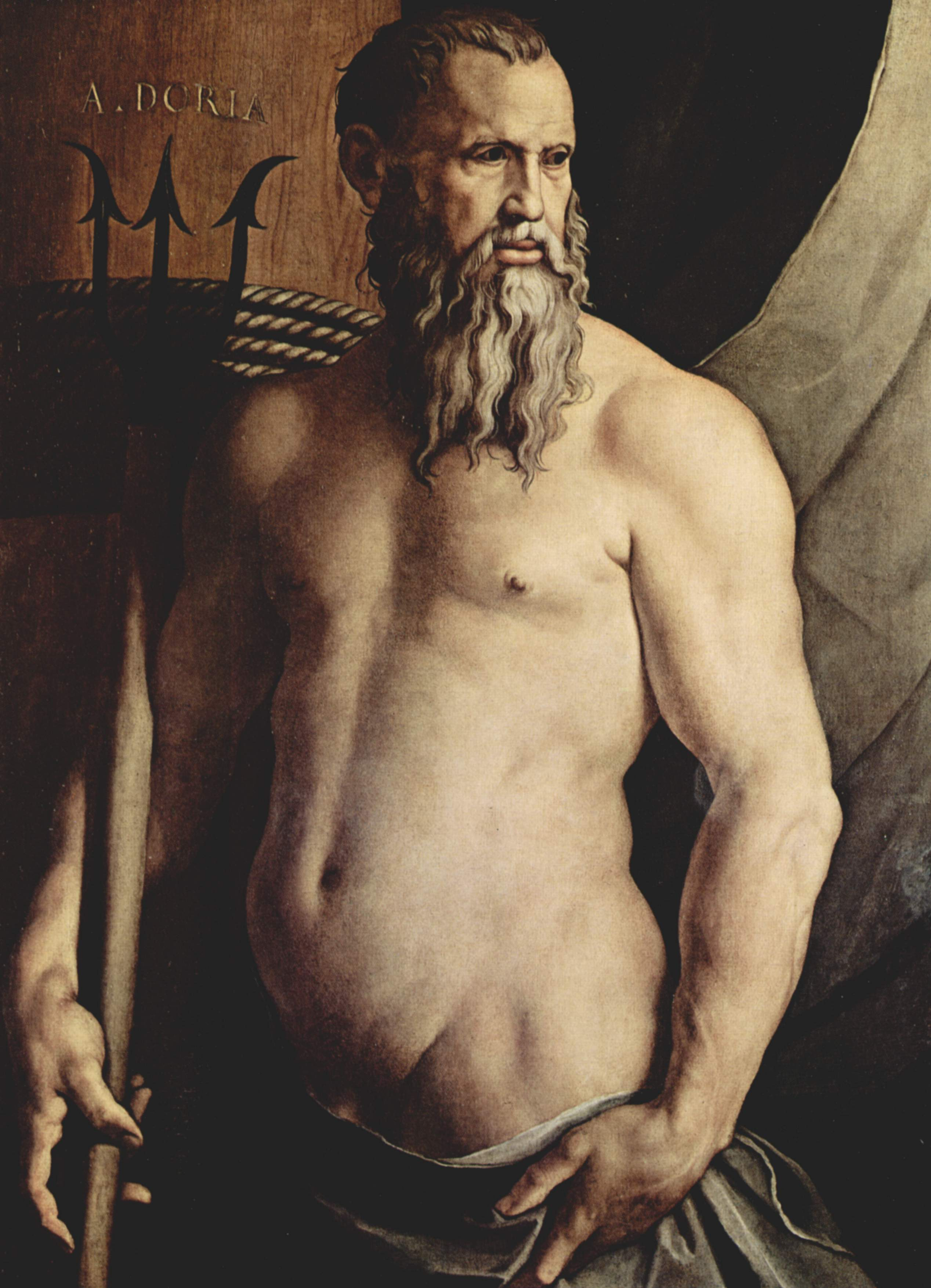
Andrea Doria como Neptuno, por Agnolo Bronzino.

Andrea Doria, ou D'Oria, (Oneglia, 30 de novembro de 1466 — Gênova, 25 de novembro de 1560) foi um condottiero e almirante da República de Gênova.

## Biografia
Doria nasceu em Oneglia, de uma antiga família genovesa. Seus pais eram Ceva Doria, co-senhor de Oneglia, e de Caracosa Doria, do ramo Doria di Dolceacqua da família. Órfão ainda jovem, tornou-se mercenário, servindo primeiro à guarda papal e depois a vários príncipes italianos.
Em 1503 estava lutando na Córsega a serviço de Gênova, naquele tempo sob vassalagem francesa, e tomou parte no levante de Gênova contra os franceses, que compeliu a evacuarem a cidade. Daquele tempo em diante, tornou-se famoso como comandante naval. Por vários anos, vasculhou o Mediterrâneo no comando da frota genovesa, guerreando contra os turcos e piratas bárbaros.

## Guerras entre a França e o Império Otomano
Enquanto Andrea Doria enfrentava piratas e turcos, Gênova foi recapturada pelos franceses e, em 1522, pelos Imperialistas.
Doria uniu-se aos franceses e passou a servir ao rei Francisco I de França, que o tornou capitão-geral; em 1524, ele liberou Marselha, que havia sido cercada pelos Imperialistas, e ajudou a colocar sua cidade natal mais uma vez sob dominação francesa.
Insatisfeito com o tratamento que lhe era dado pelo governo de Francisco, que lhe pagava pouco, indignou-se com o comportamento do rei em relação a Savona, que o rei demorava a devolver ao povo genovês como tinha prometido.
Consequentemente, ao expirar seu contrato, Doria passou a servir o imperador Carlos I de Espanha, em 1528.

## Embarcações
Várias embarcações foram batizadas em homenagem ao almirante:
- O transatlântico SS Andrea Doria, lançado em 1951, tendo feito sua primeira viagem em 1953 e afundado em 1956.
- O couraçado italiano Andrea Doria, construído em 1916 e que serviu nas duas Guerras Mundiais.
- O cruzador italiano Andrea Doria, construído em 1964 e descomissionado em 1991.
- A fragata italiana Andrea Doria, da classe Horizon, atualmente em construção e prevista para entrar em serviço em 2007.
- Dois navios da Marinha dos Estados Unidos USS Andrew Doria.